# Saison 1996-1997 du Football Club de Grenoble rugby
Cette page présente la saison 1996-1997 du Football club de Grenoble rugby.
Grenoble est cruellement éliminé par Agen à Béziers (futur demi-finaliste) en huitième de finale après un match nul 27-27, en terminant le match à quatorze, tous les points de Grenoble étant inscrit par Claude Mignaçabal.
En fin de saison, Lionel Mallier rejoint Brive le champion d'Europe en titre tandis que Sylvain Marconnet choisi le Stade français. Les deux joueurs, issus du centre de formation du FCG connaîtront rapidement leurs premières sélections en équipe nationale.
Après Olivier Brouzet, c'est le début d'un long exode pour la plupart des meilleurs éléments issus du club dont les futurs internationaux Vincent Clerc, Brian Liebenberg, Raphaël Lakafia, Paul Willemse, Xavier Mignot et Killian Geraci.

## Les matchs de la saison
Grenoble termine 7e de sa poule avec 7 victoires et 11 défaites

### À domicile
- Grenoble-Bourgoin 23-16
- Grenoble-Agen 25-18
- Grenoble-Dax 26-29
- Grenoble-Toulouse 17-19
- Grenoble-Castres 23-21
- Grenoble-Biarritz 15-11
- Grenoble-Béziers (à La Voulte) 32-11
- Grenoble-Nimes 39-12
- Grenoble-Perigueux 18-13

### À l’extérieur
- Bourgoin-Grenoble 31-21
- Agen-Grenoble 25-14
- Dax-Grenoble 52-24
- Toulouse-Grenoble 32-18
- Castres-Grenoble 53-23
- Biarritz-Grenoble 22-3
- Béziers-Grenoble 28-5
- Nîmes-Grenoble 21-13
- Périgueux-Grenoble 28-15

## Classement des 2 poules de 10
| Pos | Équipe              | Pts |
| --- | ------------------- | --- |
| 1   | CS Bourgoin-Jallieu | 45  |
| 2   | SU Agen             | 43  |
| 3   | Stade toulousain    | 42  |
| 4   | US Dax              | 42  |
| 5   | Castres olympique   | 40  |
| 6   | Biarritz olympique  | 37  |
| 7   | FC Grenoble         | 32  |
| 8   | AS Béziers          | 30  |
| 9   | RC Nîmes            | 25  |
| 10  | CA Périgueux        | 24  |

| Pos | Équipe                | Pts |
| --- | --------------------- | --- |
| 1   | CA Brive              | 43  |
| 2   | AS Montferrand        | 41  |
| 3   | USA Perpignan         | 41  |
| 4   | Section paloise       | 39  |
| 5   | CA Bègles-Bordeaux    | 38  |
| 6   | RC Narbonne           | 38  |
| 7   | RC Toulon             | 38  |
| 8   | US Colomiers          | 36  |
| 9   | Paris université club | 24  |
| 10  | Stade Dijonnais       | 22  |

## Huitièmes de finale
| Équipe 1            | Équipe 2           | Résultat |
| ------------------- | ------------------ | -------- |
| Stade toulousain    | RC Narbonne        | 24-22    |
| CA Brive            | US Colomiers       | 31-36    |
| FC Grenoble         | SU Agen            | 27-27    |
| USA Perpignan       | CA Bègles-Bordeaux | 26-29    |
| CS Bourgoin-Jallieu | AS Béziers         | 23-14    |
| Section paloise     | Castres olympique  | 23-20    |
| AS Montferrand      | RC Toulon          | 12-6     |
| US Dax              | Biarritz olympique | 22-18    |

Les équipes dont le nom est en caractères gras sont qualifiées pour les quarts de finale.

## Quarts de finale
| Équipe 1            | Équipe 2           | Résultat |
| ------------------- | ------------------ | -------- |
| Stade toulousain    | US Colomiers       | 21-12    |
| SU Agen             | CA Bègles-Bordeaux | 22-18    |
| CS Bourgoin-Jallieu | Section paloise    | 24-18    |
| AS Montferrand      | US Dax             | 22-18    |

Les équipes dont le nom est en caractères gras sont qualifiées pour les demi-finales.

## Demi-finales
| Équipe 1            | Équipe 2       | Résultat |
| ------------------- | -------------- | -------- |
| Stade toulousain    | SU Agen        | 23-16    |
| CS Bourgoin-Jallieu | AS Montferrand | 21-17    |

Le Stade toulousain et Bourgoin sont qualifiés pour la finale.

## Finale
| Équipe 1         | Équipe 2            | Résultat |
| ---------------- | ------------------- | -------- |
| Stade toulousain | CS Bourgoin-Jallieu | 12-6     |

## Coupe de France
En coupe de France, Grenoble est éliminé en huitièmes de finale sur le terrain de Nîmes 19-9 après avoir battu Montferrand en seizièmes 31-29.

### À domicile
- Grenoble-Rumilly 36-19
- Grenoble-Aurillac 51-16
- Grenoble-Racing : 35-29

### À l’extérieur
- Stade Français-Grenoble 30-23
- Dijon-Grenoble 18-18
- Paris UC-Grenoble 36-26

### Phases finales
- Seizième de finale : Grenoble-Montferrand (à Grenoble) 31-29
- Huitième de finale : Nîmes-Grenoble (à Nîmes) 19-9

## Effectif de la saison 1996-1997
| Nom                     | Poste                  | Naissance        | Nationalité |
| ----------------------- | ---------------------- | ---------------- | ----------- |
| Fréderic Aimard         | Pilier                 | 24 avril 1974    | France      |
| Nicolas Barbaz          | Pilier                 | 5 avril 1972     | France      |
| Jérôme Bertrand         | Pilier                 | 12 février 1974  | France      |
| Luigi Esposito          | Pilier                 | 24 mars 1972     | Italie      |
| Romain Magellan         | Pilier                 | 13 mai 1973      | France      |
| Sylvain Marconnet       | Pilier                 | 8 avril 1976     | France      |
| Valesi Muaiavu          | Pilier                 | 18 février 1969  | Samoa       |
| Jean-Michel Bertrand    | Talonneur              | 10 janvier 1975  | France      |
| Fabrice Landreau        | Talonneur              | 1er août 1968    | France      |
| Jean-Jacques Taofifénua | Talonneur              | 25 avril 1971    | France      |
| Franz Jolmès            | Deuxième ligne         | 13 juin 1968     | France      |
| Mark Arthur McConnell   | Deuxième ligne         | 1er avril 1974   | Irlande     |
| Gérald Orsoni           | Deuxième ligne         | 9 août 1972      | France      |
| Jérôme Carré            | Troisième ligne aile   | 22 avril 1975    | France      |
| Jérôme Dhien            | Troisième ligne aile   | 26 août 1973     | France      |
| Lionel Mallier          | Troisième ligne aile   | 6 mars 1974      | France      |
| Willy Taofifénua        | Troisième ligne aile   | 4 février 1963   | France      |
| Stéphane Garand         | Troisième ligne centre | 12 août 1972     | France      |
| Stéphane Geraci         | Troisième ligne centre | 3 août 1966      | France      |
| Stéphane Larue          | Troisième ligne centre | 9 août 1972      | France      |
| Sébastien Buada         | Demi de mêlée          | 30 avril 1977    | France      |
| Gilles Camberabero      | Demi de mêlée          | 11 janvier 1963  | France      |
| Sylvain Latapie         | Demi de mêlée          | 13 mai 1974      | France      |
| Stéphane Michel         | Demi de mêlée          | 25 juillet 1974  | France      |
| Didier Camberabero      | Demi d'ouverture       | 9 janvier 1961   | France      |
| Claude Mignaçabal       | Demi d'ouverture       | 1er février 1970 | France      |
| Jérome Gay              | Centre                 | 27 novembre 1973 | France      |
| Tony Gomas              | Centre                 | 1er août 1977    | France      |
| Romeo Gontineac         | Centre                 | 18 décembre 1973 | Roumanie    |
| Jérémie Mazille         | Centre                 | 18 février 1974  | France      |
| Franck Rimet            | Centre                 | 7 mars 1971      | France      |
| Maxime Suarez           | Centre                 | 14 mars 1976     | France      |
| Brice Bardou            | Ailier                 | 13 février 1969  | France      |
| Franck Corrihons        | Ailier                 | 7 septembre 1970 | France      |
| Mickaël Noël            | Ailier                 | 7 septembre 1970 | France      |
| Pascal Villard          | Ailier                 | 22 février 1969  | France      |
| Xavier Cambres          | Arrière                | 11 juin 1974     | France      |
| Christophe Reyes        | Arrière                | 13 janvier 1976  | France      |

### Équipe-Type
1. Luigi Esposito  2. Jean-Jacques Taofifénua 3. Valesi Muaiavu ou Nicolas Barbaz 

4. Gérald Orsoni 5. Franz Jolmès 

6. Lionel Mallier 8. Stéphane Geraci 7. Willy Taofifénua 

9. Gilles Camberabero 10. Claude Mignaçabal ou Christophe Reyes 

11. Mickaël Noël ou Brice Bardou 12. Jérémie Mazille 13. Franck Rimet puis Romeo Gontineac 14. Franck Corrihons 

15. Xavier Cambres 

## Entraîneur
L'équipe professionnelle est encadrée par
| Nom                  | Poste              | Nationalité |
| -------------------- | ------------------ | ----------- |
| Jean de la Vaissière | Entraîneur         | France      |
| Philippe Meunier     | Entraîneur adjoint | France      |